# Hister denysi
Hister denysi är en skalbaggsart som beskrevs av Sylvain Auguste de Marseul 1870. Hister denysi ingår i släktet Hister och familjen stumpbaggar. Inga underarter finns listade i Catalogue of Life.